# Saint-Galmier
Saint-Galmier est une commune française située dans le département de la Loire en région Auvergne-Rhône-Alpes. Située sur les contreforts des Monts du Lyonnais et dominant la vallée de la Coise d'environ 60 mètres, la commune compte plus de 5 800 habitants au dernier recensement.
Saint-Galmier est entrée dans le guide Michelin des 100 villes labellisées plus beaux détours de France depuis 2008.
Petite ville riche en infrastructures, elle compte notamment un casino, une piscine, un cinéma, un mini golf, un hippodrome, un aérodrome, une roseraie, des écoles et collèges et de nombreux commerces aussi bien dans le centre historique que dans le bas de la ville.

## Géographie
La commune est située à 25 km de Saint-Étienne , à 56 km de Lyon et à 350 km de Marseille.
La superficie de la commune est de 19,47 km2 ; son altitude varie de 357 à 551 mètres.
|        | Bellegarde-en-Forez | Chazelles-sur-Lyon    |
| Cuzieu | Saint-Galmier       |                       |
|        | Chambœuf            | Saint-Médard-en-Forez |

### Climat
Pour des articles plus généraux, voir Climat d'Auvergne-Rhône-Alpes et Climat de la Loire.
En 2010, le climat de la commune est de type climat océanique dégradé des plaines du Centre et du Nord, selon une étude du Centre national de la recherche scientifique s'appuyant sur une série de données couvrant la période 1971-2000. En 2020, Météo-France publie une typologie des climats de la France métropolitaine dans laquelle la commune est exposée à un climat de montagne ou de marges de montagne et est dans la région climatique Nord-est du Massif Central, caractérisée par une pluviométrie annuelle de 800 à 1 200 mm, bien répartie dans l’année.
Pour la période 1971-2000, la température annuelle moyenne est de 10,8 °C, avec une amplitude thermique annuelle de 16,8 °C. Le cumul annuel moyen de précipitations est de 721 mm, avec 8,6 jours de précipitations en janvier et 6,5 jours en juillet. Pour la période 1991-2020, la température moyenne annuelle observée sur la station météorologique de Météo-France la plus proche, « Saint-Étienne-Bouthéon », sur la commune d'Andrézieux-Bouthéon à 8 km à vol d'oiseau, est de 11,9 °C et le cumul annuel moyen de précipitations est de 728,3 mm,. Pour l'avenir, les paramètres climatiques de la commune estimés pour 2050 selon différents scénarios d'émission de gaz à effet de serre sont consultables sur un site dédié publié par Météo-France en novembre 2022.
| Mois                                  | jan.             | fév.             | mars             | avril           | mai             | juin            | jui.           | août           | sep.            | oct.            | nov.             | déc.             | année      |
| ------------------------------------- | ---------------- | ---------------- | ---------------- | --------------- | --------------- | --------------- | -------------- | -------------- | --------------- | --------------- | ---------------- | ---------------- | ---------- |
| Température minimale moyenne (°C)     | 0,3              | 0,2              | 2,6              | 5               | 9               | 12,6            | 14,4           | 14,2           | 10,7            | 8,1             | 3,7              | 1,1              | 6,8        |
| Température moyenne (°C)              | 3,8              | 4,5              | 7,8              | 10,7            | 14,6            | 18,5            | 20,7           | 20,6           | 16,4            | 12,7            | 7,6              | 4,6              | 11,9       |
| Température maximale moyenne (°C)     | 7,3              | 8,8              | 13,1             | 16,3            | 20,3            | 24,5            | 26,9           | 26,9           | 22,2            | 17,3            | 11,4             | 8                | 16,9       |
| Record de froid (°C) date du record   | −25,6 04.01.1971 | −22,5 11.02.1956 | −13,9 08.03.1971 | −7,4 08.04.21   | −3,9 01.05.1976 | −0,6 03.06.1962 | 2,9 01.07.1972 | 1,1 26.08.1966 | −2,6 26.09.1972 | −6,2 30.10.1950 | −10,6 26.11.1955 | −18,6 22.12.1963 | −25,6 1971 |
| Record de chaleur (°C) date du record | 20 10.01.15      | 23,2 24.02.1990  | 26,4 25.03.1981  | 28,8 16.04.1949 | 33,7 13.05.15   | 38 27.06.19     | 41,1 07.07.15  | 40,9 24.08.23  | 36 13.09.1987   | 32,4 02.10.23   | 25,2 09.11.1985  | 20,2 25.12.1983  | 41,1 2015  |
| Ensoleillement (h)                    | 814              | 1 086            | 1 623            | 1 862           | 2 137           | 2 407           | 2 751          | 2 591          | 1 932           | 1 347           | 876              | 758              | 20 184     |
| Précipitations (mm)                   | 38,3             | 30,3             | 33,9             | 55              | 81,5            | 80,8            | 77,2           | 72,8           | 70,3            | 76,2            | 73               | 39               | 728,3      |

## Urbanisme

### Typologie
Au 1er janvier 2024, Saint-Galmier est catégorisée ceinture urbaine, selon la nouvelle grille communale de densité à sept niveaux définie par l'Insee en 2022.
Elle appartient à l'unité urbaine de Saint-Just-Saint-Rambert, une agglomération intra-départementale regroupant douze  communes, dont elle est une commune de la banlieue,,. Par ailleurs la commune fait partie de l'aire d'attraction de Saint-Étienne, dont elle est une commune de la couronne,. Cette aire, qui regroupe 105 communes, est catégorisée dans les aires de 200 000 à moins de 700 000 habitants,.

### Occupation des sols
L'occupation des sols de la commune, telle qu'elle ressort de la base de données européenne d’occupation biophysique des sols Corine Land Cover (CLC), est marquée par l'importance des territoires agricoles (69,3 % en 2018), en diminution par rapport à 1990 (72,1 %). La répartition détaillée en 2018 est la suivante : 
prairies (43,7 %), zones urbanisées (15,8 %), terres arables (15,8 %), forêts (13,7 %), zones agricoles hétérogènes (9,8 %), espaces verts artificialisés, non agricoles (1,3 %). L'évolution de l’occupation des sols de la commune et de ses infrastructures peut être observée sur les différentes représentations cartographiques du territoire : la carte de Cassini (XVIIIe siècle), la carte d'état-major (1820-1866) et les cartes ou photos aériennes de l'IGN pour la période actuelle (1950 à aujourd'hui).

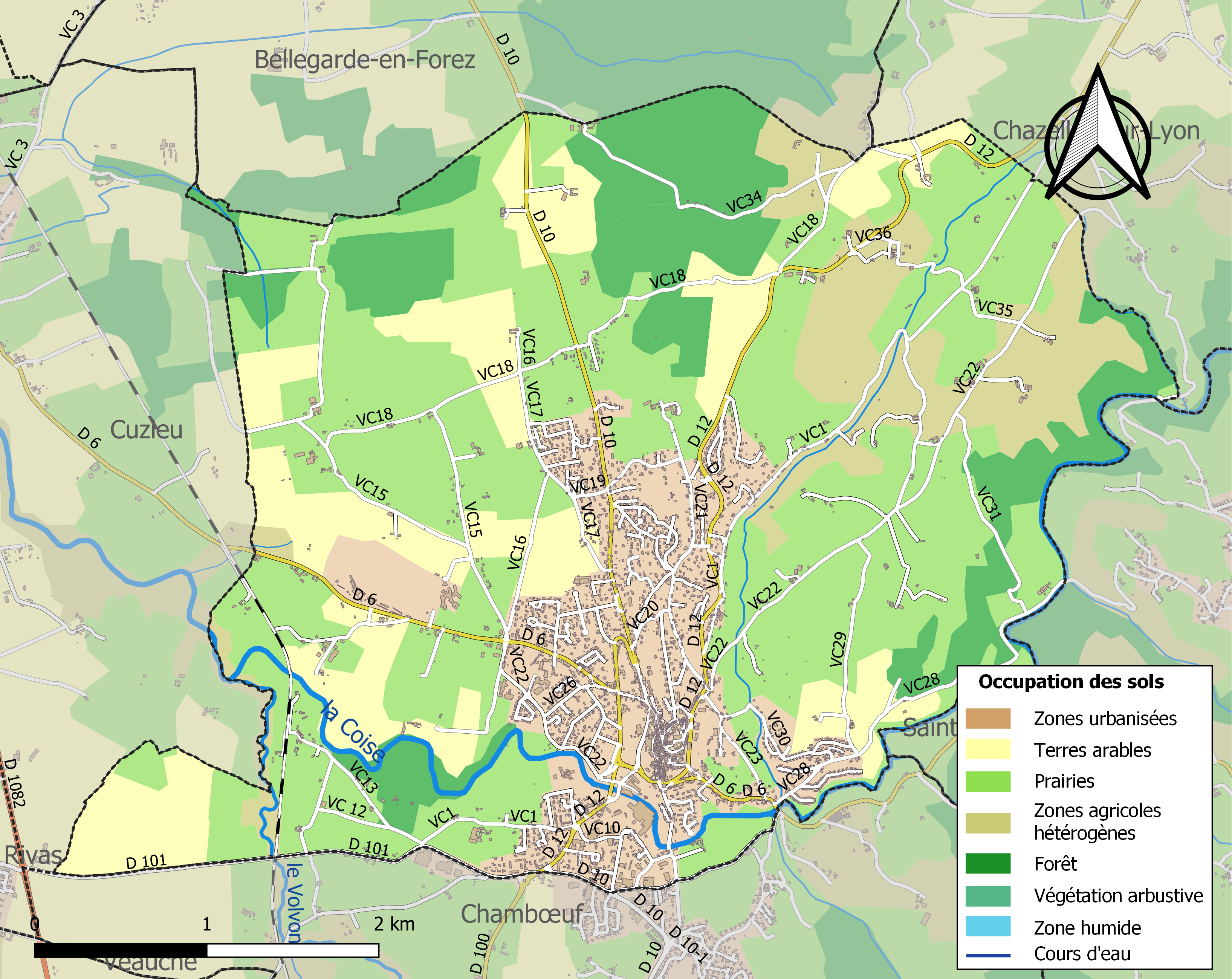
Carte des infrastructures et de l'occupation des sols de la commune en 2018 (CLC).

### Voies de communication et de transport

#### Routes principales
- M6 : du Col du Béal (Chalmazel-Jeansagnière) à Châteauneuf. Dénommée D6 entre le Col du Béal et Cuzieu et entre Saint-Médard-en-Forez et Grammond ;
- M10 : de Marlhes à Balbigny en tant que D10, renommée M10 entre Saint-Galmier et Le Chambon-Feugerolles (territoire de Saint-Étienne Métropole) ;
- M12 : de Saint-Just-Saint-Rambert à Chazelles-sur-Lyon en tant que D12, renommée M12 sur les communes d'Andrézieux-Bouthéon, Chambœuf et Saint-Galmier ;
- M101 : de Saint-Galmier à Noirétable via Montbrison en tant que D101, renommée M101 sur le territoire baldomérien.

#### Transport aérien
L'Aéroport de Saint-Étienne-Loire est situé à 9,5 km du centre de la commune, l'Aéroport de Lyon-Saint-Exupéry à 96 km.

#### Transports ferroviaires
La gare de Veauche - Saint-Galmier, située sur le territoire communal de Veauche est située à environ 4 km du centre de la commune.

#### Transports urbains
La commune est desservie par les lignes de bus du réseau STAS suivantes :
- C1 : Saint-Symphorien-sur-Coise - Saint-Galmier - Andrézieux-Bouthéon - Terrasse (Saint-Étienne) ;
- C2 : Saint-Galmier (Collège Jules Romains) - Chambœuf - Andrézieux-Bouthéon - Saint-Just-Saint-Rambert - Bonson - Sury-le-Comtal ;
- 76 : Saint-Galmier (Collège Jules Romains) - Chambœuf - Saint-Bonnet-les-Oules (ligne à vocation scolaire).

## Histoire

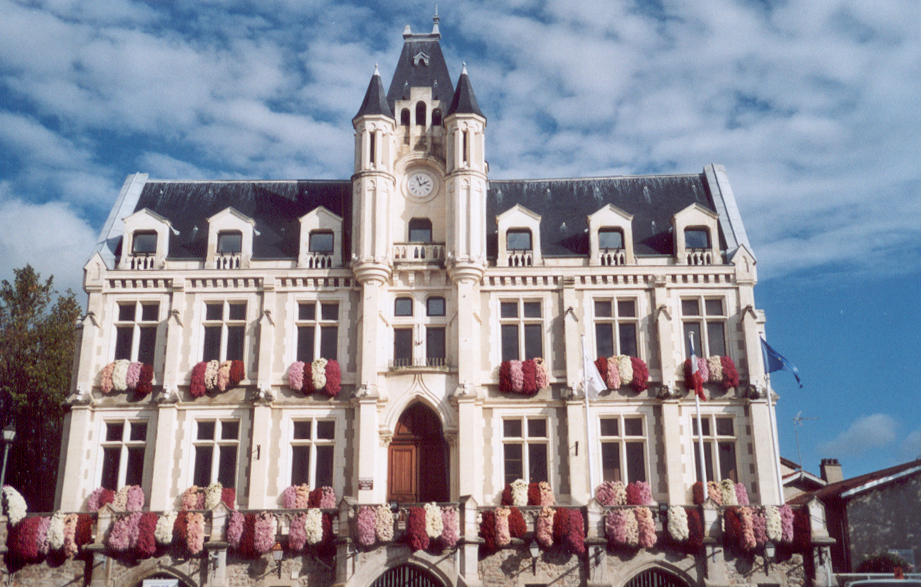
Mairie de Saint-Galmier.

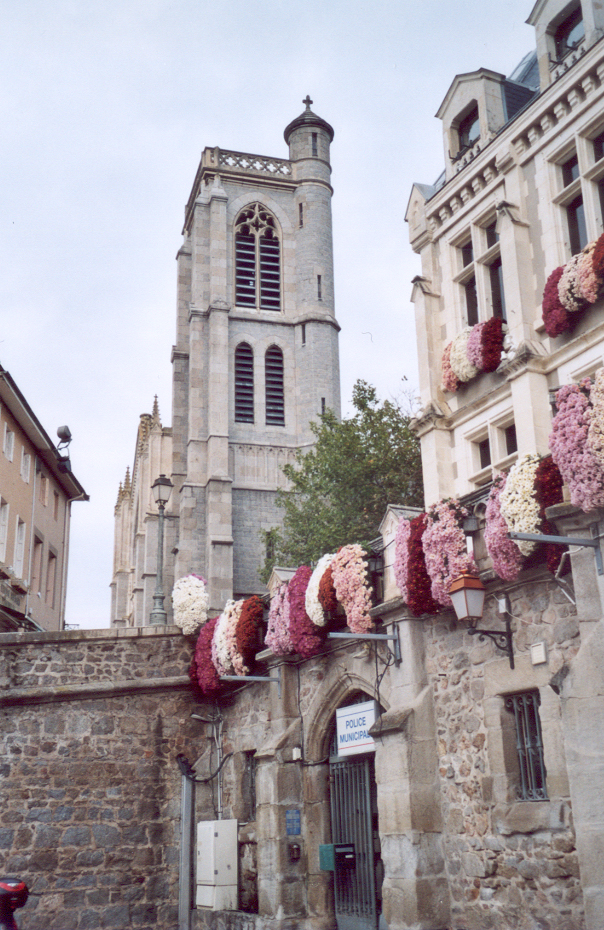
Église à Saint-Galmier.

### Antiquité
Saint-Galmier vit le jour durant l'époque gallo-romaine. À l'époque, on suppose que la ville se nommait Vicus Auditiacus. Cela a été vérifié par la découverte de thermes romains non loin de la source Badoit. En effet, en 1884, lors de fouilles destinées à rechercher de nouveaux filons d’eau, sont découverts des vestiges de ces thermes datant d’une période allant du milieu du IIe siècle au milieu du IVe siècle.

### Moyen Âge
Pendant le haut Moyen Âge, Saint-Galmier fait partie du Comté de Forez et devient châtellenie comtale. Les comtes se succèdent au château, Guy 1er en 1115, Guillaume le Barbu en 1118 et Renaud en 1265.
Au XIIIe siècle, la ville devient ainsi un centre actif d’échange ; au carrefour de deux grands axes Velay-Lyonnais et Auvergne-Dauphiné. De nombreux moulins s’installent sur la rive gauche de la Coise.
Aux XIVe et XVe siècles, Saint-Galmier devient résidence des Comtes de Forez. L’église actuelle est située à l’emplacement du château, le clocher correspondant au donjon. Jusqu’en 1280, la première enceinte renferme le château, l’église, le cimetière et quelques maisons. Elle passe derrière l’église actuelle et, au bord de la place, elle était percée de la porte du Pain visible jusqu’en 1840, ainsi dénommée car elle bordait la place du Pain où était installé le four banal. Il faudra attendre 1360 pour voir la seconde enceinte de 1200 m de long avec tours et portes, formant des remparts de 7m de haut autour du bourg qui s’étend au sud sur le flanc de la colline.
Au XVIIe siècle, les remparts sont remaniés et les tours carrées disparaissent au profit de tours rondes. Les portes, quant à elles, sont en partie préservées. Au XVIIIe siècle, le développement urbain entraîne la création de voies nouvelles, ce qui provoque des destructions ponctuelles du rempart primitif. Des cinq portes primitives il ne reste que celle de l’Hôpital, au Sud, appelée aujourd’hui porte de Saint-Etienne.
Jeanne de Bourbon, épouse de Guy VII réside souvent à Saint-Galmier, car la ville est fortifiée et la châtellenie a de nombreux et puissants feudataires aux alentours. Ses fils y naissent et vers 1350 le Comte fait édifier pour elle le Manoir de Teillères de l’autre côté de la Coise, c’est à ainsi qu’est construit le pont Gavé. A la mort d’Anne Dauphine en 1417, Saint-Galmier ne reçoit plus les Comtes de Forez mais reste sous l’administration des châtelains du Comté. En 1531, le Comté passe sous l’autorité royale pour être rattaché à la Couronne Royale et la châtellenie est alors engagée à des seigneurs qui ont droit à ses revenus. Jusqu'à la Révolution, les seigneurs de Saint-Galmier ont entretenus des capitaines-châtelains, représentants de leur autorité.

### Époque moderne
Au XVIIIe siècle, la seigneurie de Saint-Galmier est l'une des possessions foréziennes des familles dauphinoises d'Hostun puis de Sassenage. La marquise Marie-Françoise-Camille de Sassenage a hérité à la mort du dernier duc de Tallard, Joseph-Marie d'Hostun (1684-1755) des terres et seigneuries de Saint-Galmier, Saint-Bonnet-le-Château, Virigneux, Marols, Chambéon et Marclopt.
Sous la Révolution, à partir de 1793, Saint-Galmier s’est appelée par différents noms : Fontfortville, Commune-Fond-Fort ou encore Ville-Fontfort. Tous ces noms faisant référence à la source Badoit.

Par la suite, cette ayant connu les noms de Waldomar, évoluant en Baldomar puis Galmier, Sanctus Baldomerus est définitivement devenu Saint-Galmier dès 1801. Il s'agit effectivement d'un hommage à un ouvrier serrurier forgeron, né dans cette ville et remarqué pour ses hautes vertus avant d'être appelé à l’abbaye de Saint Just de Lyon où il fut ordonné moine. Il y mourut le 27 février 650. L'église actuelle lui est dédiée et conserve quelques-unes de ses reliques.

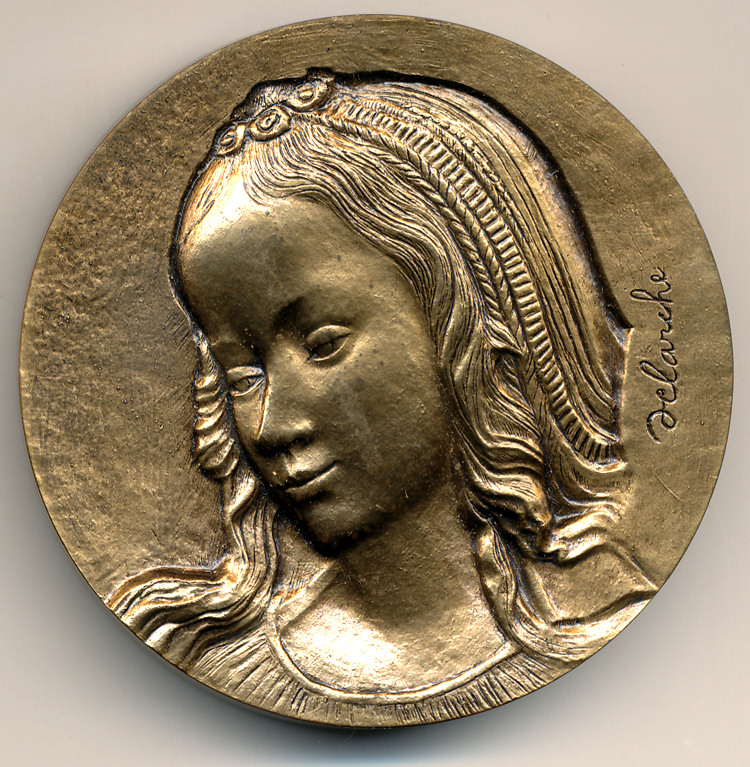
Médaille représentant le portrait de la Vierge au Pilier que l'on peut voir dans l'église de Saint-Galmier (bronze, 59 mm, signée Delarche).
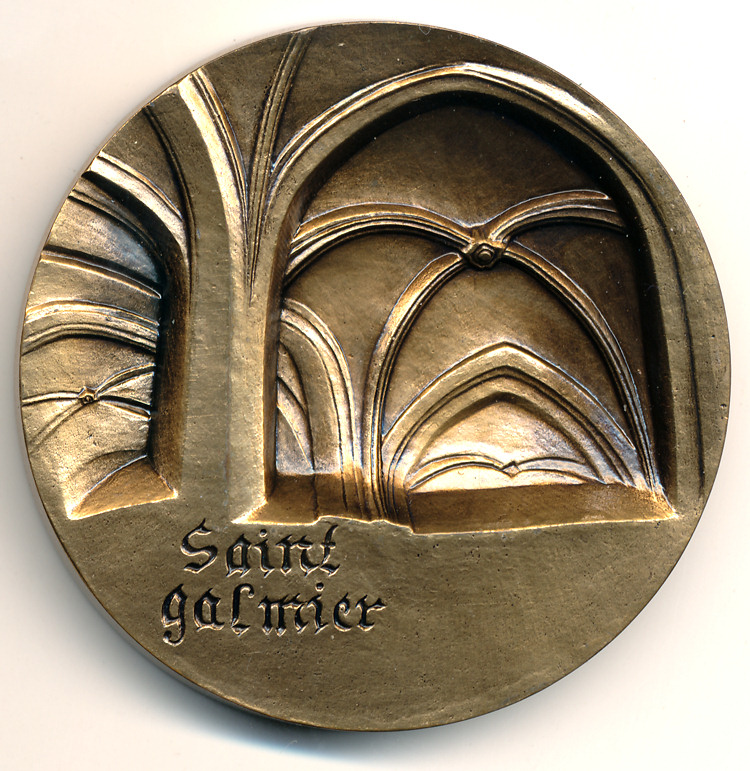
Revers de la médaille avec l'intérieur de l'église.

## Démographie
L'évolution du nombre d'habitants est connue à travers les recensements de la population effectués dans la commune depuis 1793. Pour les communes de moins de 10 000 habitants, une enquête de recensement portant sur toute la population est réalisée tous les cinq ans, les populations de référence des années intermédiaires étant quant à elles estimées par interpolation ou extrapolation. Pour la commune, le premier recensement exhaustif entrant dans le cadre du nouveau dispositif a été réalisé en 2006.

En 2022, la commune comptait 5 848 habitants, en évolution de +2,47 % par rapport à 2016 (Loire : +1,32 %, France hors Mayotte : +2,11 %).
| 1793  | 1800  | 1806  | 1821  | 1831  | 1836  | 1841  | 1846  | 1851  |
| ----- | ----- | ----- | ----- | ----- | ----- | ----- | ----- | ----- |
| 2 000 | 2 394 | 2 479 | 2 790 | 2 659 | 2 805 | 2 758 | 3 010 | 2 952 |

| 1856  | 1861  | 1866  | 1872  | 1876  | 1881  | 1886  | 1891  | 1896  |
| ----- | ----- | ----- | ----- | ----- | ----- | ----- | ----- | ----- |
| 2 932 | 2 954 | 3 035 | 2 902 | 2 936 | 3 022 | 3 410 | 3 257 | 3 296 |

| 1901  | 1906  | 1911  | 1921  | 1926  | 1931  | 1936  | 1946  | 1954  |
| ----- | ----- | ----- | ----- | ----- | ----- | ----- | ----- | ----- |
| 3 104 | 3 059 | 3 030 | 2 549 | 2 529 | 2 543 | 2 524 | 2 507 | 2 573 |

| 1962  | 1968  | 1975  | 1982  | 1990  | 1999  | 2006  | 2011  | 2016  |
| ----- | ----- | ----- | ----- | ----- | ----- | ----- | ----- | ----- |
| 2 608 | 2 910 | 3 109 | 3 680 | 4 272 | 5 293 | 5 705 | 5 580 | 5 707 |

| 2021  | 2022  | - | - | - | - | - | - | - |
| ----- | ----- | - | - | - | - | - | - | - |
| 5 842 | 5 848 | - | - | - | - | - | - | - |

## Culture locale et patrimoine

### Lieux et monuments

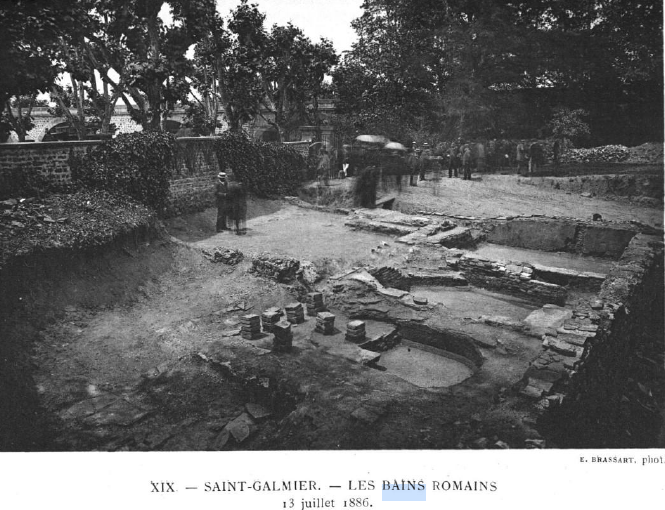
Vestiges des thermes déblayés près de l'entrée de kiosque de puisage actuel en 1886.

- Vestiges des thermes déblayés près de l'entrée de kiosque de puisage actuel en 1886[23].Vestiges de thermes romains : ces vestiges ont été découverts en 1844[23] dans l'emprise de terrains appartenant à l'entreprise Badoit. Les abbés Roux et Greppo fournirent les premières descriptions, jusqu'à leur recouvrement peu de temps après[24]. Les vestiges sont de nouveau déblayés entre 1883 et 1886[23]. Les clichés du photographe Éleuthère Brassart, à l'occasion de la visite de la Diana en 1886, semblent être les seules images connues[23] .
- Source Badoit (XIXe siècle) : source d'eau gazeuse, exploitée par Danone, distribuée en France sous la marque Badoit (autrefois Saint-Galmier). L'ancien bâtiment administratif de l'usine Badoit, propriété de la ville, est inscrit au titre des monuments historiques depuis 2015[25].
- Église Saint-Galmier (XVe siècle, classée MH depuis 1972[26]) : l'église actuelle a été construite en 1420 et 1471 dans le style gothique, en lieu et place d'une église plus ancienne[27]. Jusqu'en 1899, l'église possédait encore son clocher primitif couvert d'une toiture à quatre pans[28]: il a été détruit pour être reconstruit, tout comme le porche, dans un style néogothique. Le clocher renferme encore aujourd'hui une cloche de 1752, fondue à la demande de Joseph-Marie d'Hostun, comte de Tallard et seigneur de Saint-Galmier[29]. L'édifice abrite notamment des vitraux réalisés par le maître verrier baldomérien Alexandre Mauvernay, ainsi que deux œuvres de la Renaissance forézienne : un triptyque de la Nativité de facture flamande et une statue d'une Vierge à l'Enfant connue sous le nom de Vierge du Pilier (début XVIe siècle).
- Manoir de Teillières (XIVe siècle) : ancienne demeure suburbaine des comtes de Forez jusqu'au milieu du XVe siècle. Propriété privée, le manoir conserve encore aujourd'hui son apparence médiévale ainsi qu'un « aître » ou « être », galerie de bois ajourée caractéristique de la construction forézienne[30].
- Porte dite de la Devise (1538) : porte sculptée en grès d'une maison du XVIe siècle comportant une inscription en latin : QUID·AUTEM·VIDES·FESTUCAM·FR(ATR)IS·TUI·TRABEM·IN·OCULO·NO(N)·VIDES·MATH·VII (Pourquoi vois-tu la paille qui est dans l’œil de ton frère, et n'aperçois-tu pas la poutre qui est dans ton œil?). Il s'agit de la parabole de la paille et de la poutre prononcée par Jésus-Christ et rapportée dans l'Évangile selon Matthieu. La porte est classée MH depuis 1925[31].
- Maison Renaissance (XVIe siècle) : immeuble classé au titre des monuments historiques depuis 1945[32].
- Porte Saint-Étienne (XIVe siècle) : ancienne porte de l'enceinte urbaine médiévale.
- Hippodrome (XIXe siècle) : construit en 1899 à la demande du maire Joseph Desjoyaux avec une piste en herbe de 1 330 m et une piste de trot de 1 220 m, l’hippodrome de Saint-Galmier est le seul éclairé de la région Rhône-Alpes.
- Château du Verney (XVe siècle) : maison forte construite par la famille du Vernet à la fin du Moyen-Âge. Cette propriété privée abrite de somptueux décors peints de facture probablement hollandaise datés de la fin du XVIIe siècle, commandés par Balthazar du Charpin[33].
- Château de la Rey (XVIIIe siècle)
- Château de la Croix de Mission ou Misian (XIXe siècle)[34]: maison de maître construite dans les années 1880 qui fut la propriété de plusieurs industriels stéphanois.
- Château de la Doue (XIXe siècle) : maison de maître construite dans les années 1880.

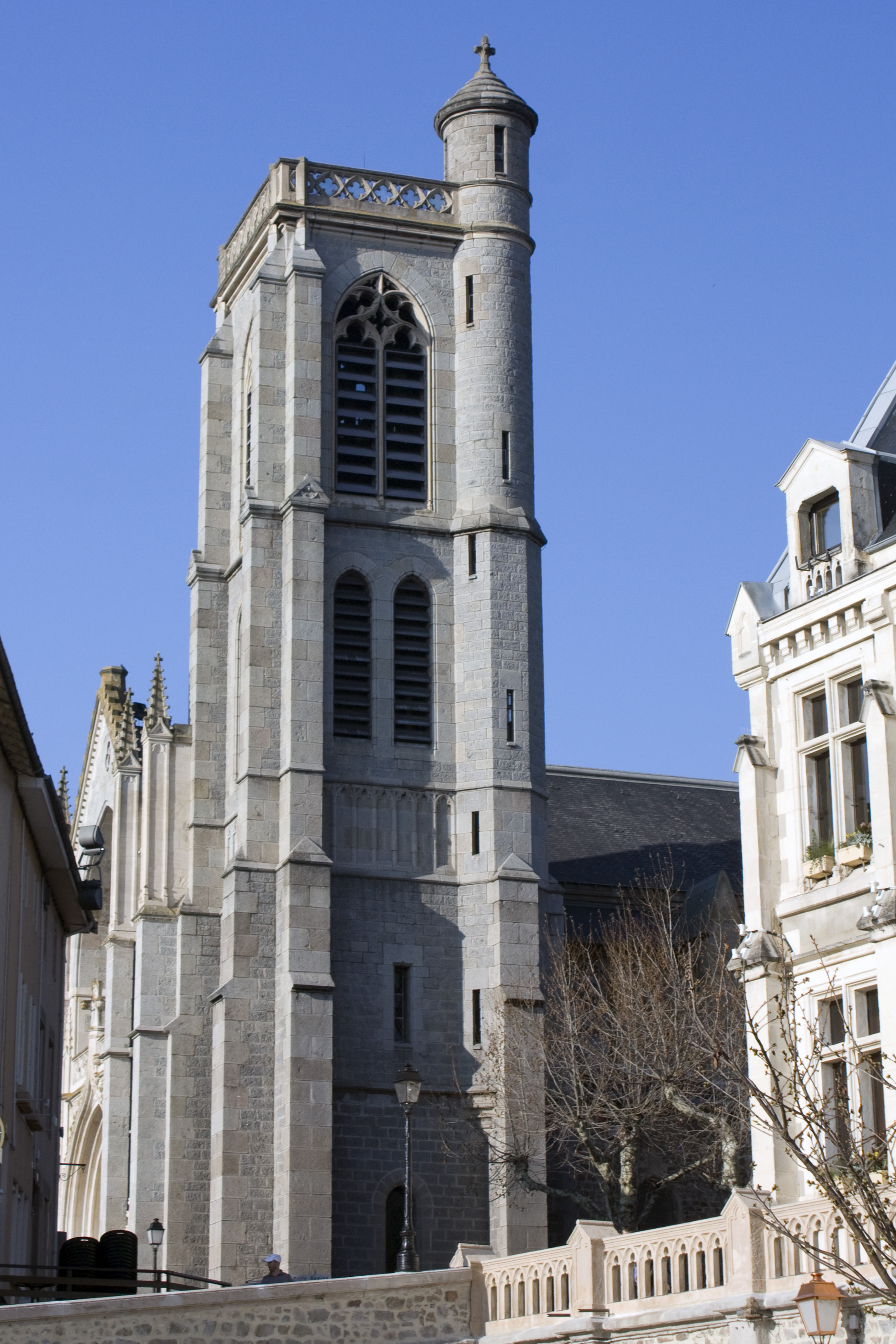
Clocher de l'église.
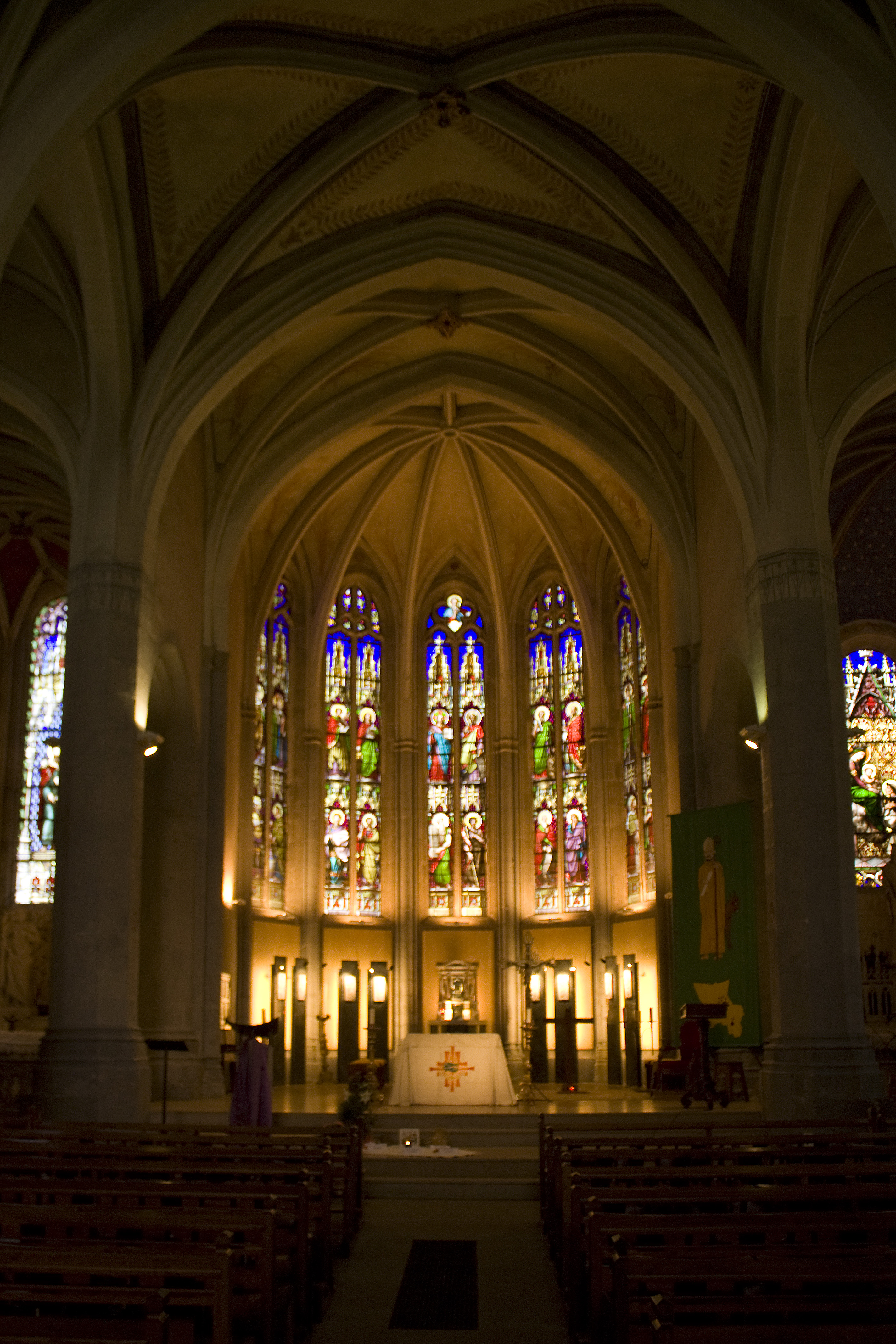
Nef et abside de l'église.
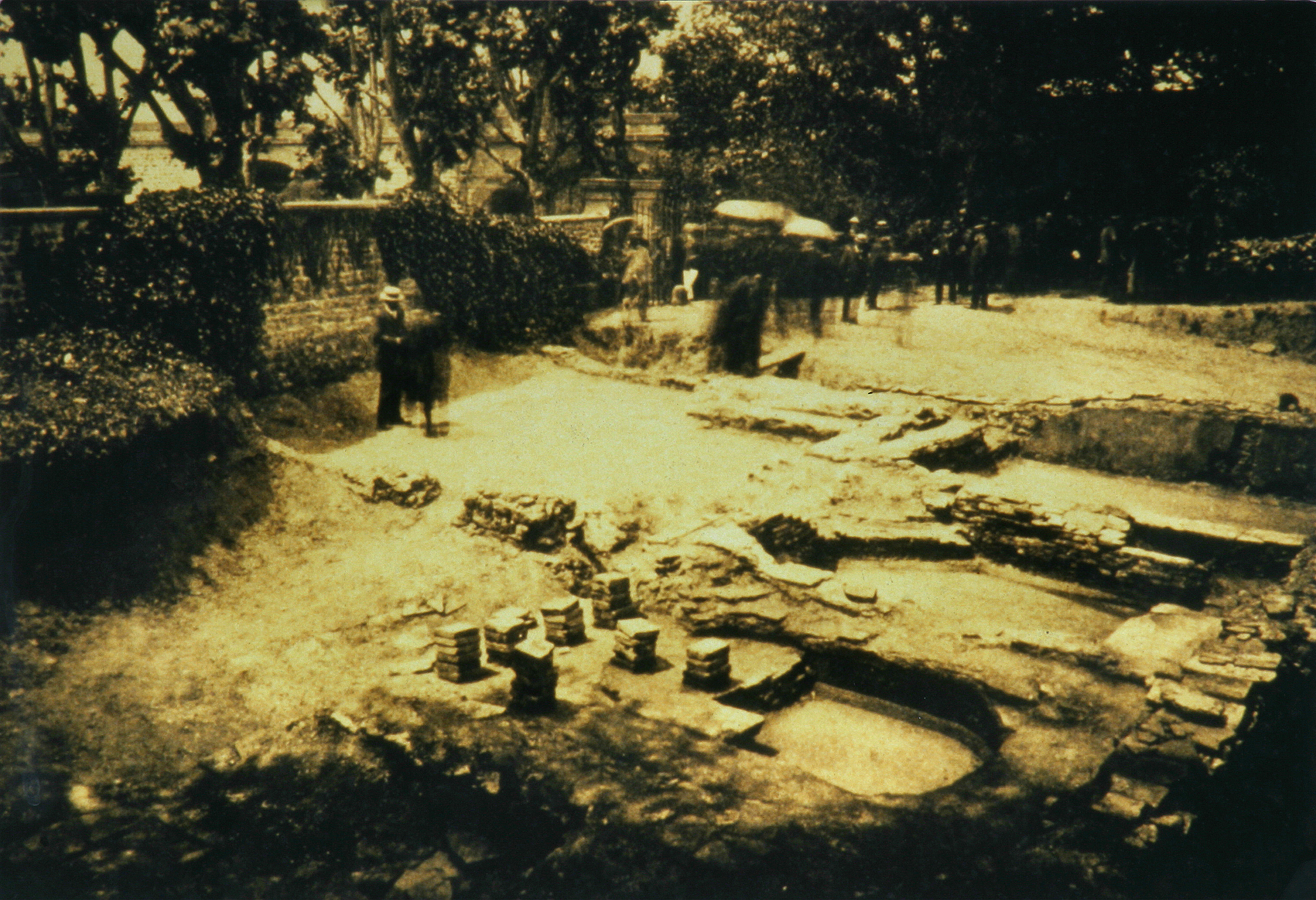
Les bains romains découverts au XIXe siècle.
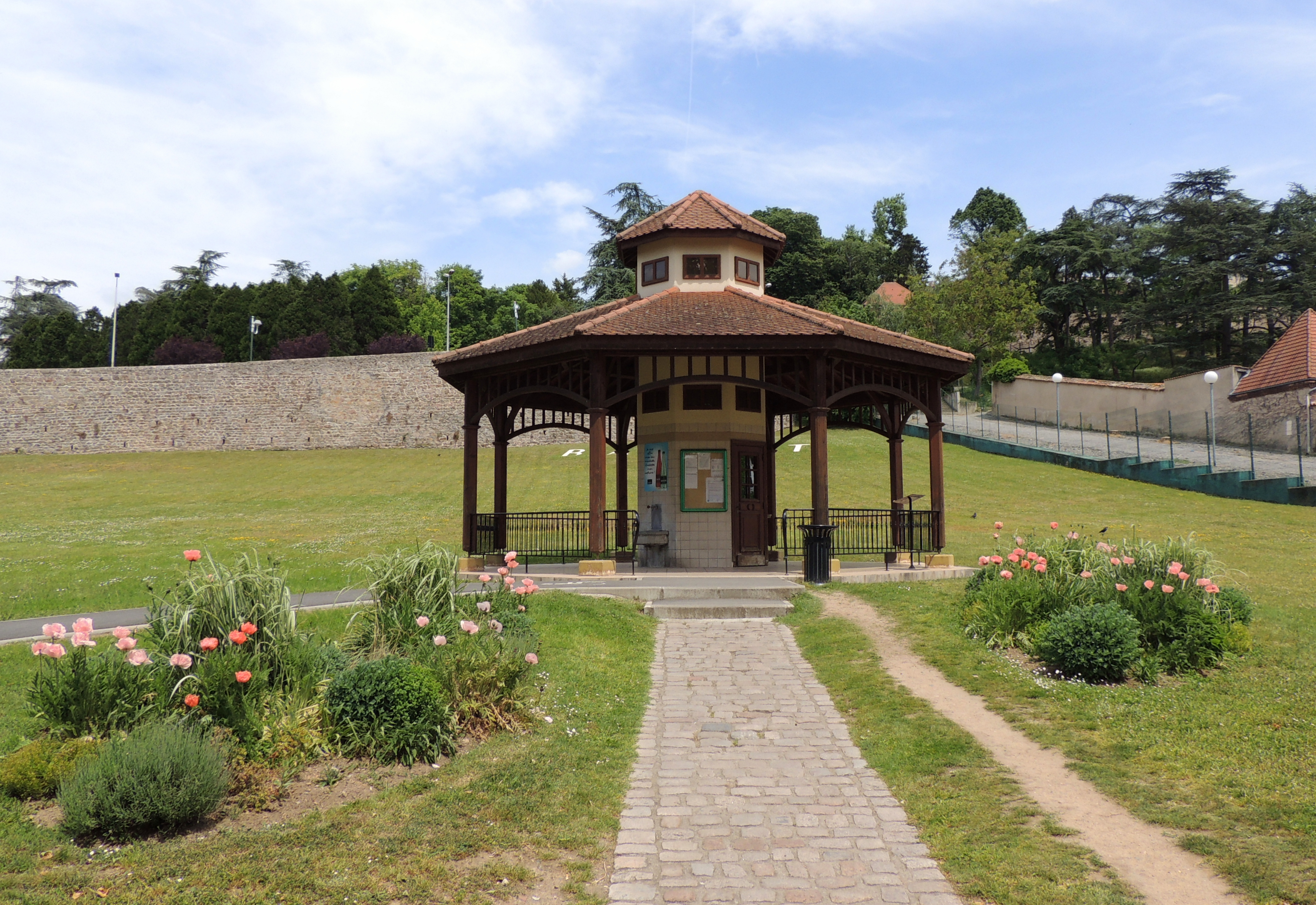
Kiosque de puisage de la source Badoit.

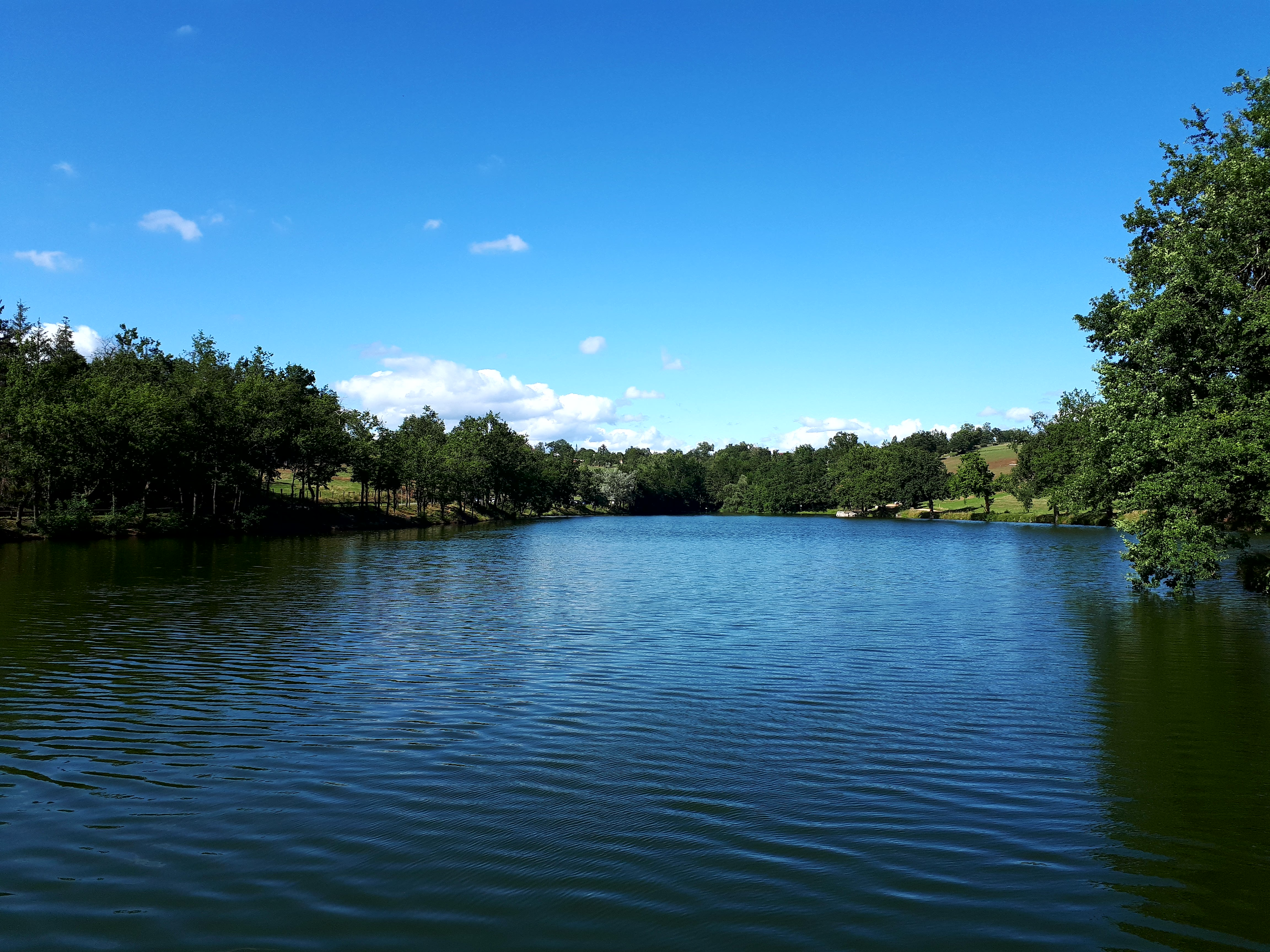
Le lac du barrage du Vérut.

#### Espaces verts et fleurissement
En 2014, la commune de Saint-Galmier bénéficie du label « ville fleurie » avec « 4 fleurs » attribuées par le Conseil national des villes et villages fleuris de France au concours des villes et villages fleuris Elle compte plus de 12 hectares d’espaces verts : parc municipal, roseraie, bords de Coise…
Plus Beaux détours de France - Guide Michelin
En 2021, Saint-Galmier est choisie pour faire la couverture du guide Michelin « les plus beaux détours de France ».
Elle figure de nouveau dans le guide en 2022,  2023 et 2024.

### Sports
Saint-Galmier a accueilli le championnat du monde de cross-country IAAF 2005 sur son hippodrome où les Éthiopiens Kenenisa Bekele et Tirunesh Dibaba furent sacrés.

### Personnalités liées à la commune
- Saint Galmier (VIIe siècle - 660), moine.
- Claude Dupuy (1545-1594), magistrat et humaniste originaire de Saint-Galmier.
- Claude Ramel (1768-1831) homme politique, député de la Loire au Conseil des Cinq-Cents, né à Saint-Galmier (Loire) et décédé à Roanne (Loire).
- Casimir Royer (1791-1876), magistrat et homme politique né à Saint-Galmier.
- Alexandre Mauvernay (1810-1898), peintre verrier à Saint-Galmier, décédé dans cette ville.
- Roland Forissier (1889-1973), homme politique et agriculteur, né à Saint Galmier.
- Antoine Ravel (1893-1970), député de la Loire de 1932 à 1936, né et mort à Saint-Galmier.
- Gilbert Bostsarron (1903-1944), industriel et résistant, né à Saint-Galmier.
- Roger Rivière (1936-1976), coureur cycliste professionnel mort à Saint-Galmier. Désormais, il existe un gymnase à son nom.
- Pica (né en 1953), dessinateur de bande dessinée (Les Profs)[réf. nécessaire].
- Louis Laforge (né en 1968), journaliste sur France 3, né à Saint-Galmier.

### Héraldique
| Blason de Saint-Galmier | Blason  | D'argent au chevron de gueules chargé d'une macle du champ. |
| Blason de Saint-Galmier | Détails | Le statut officiel du blason reste à déterminer.            |